# 세포 매개 면역
세포성 면역(細胞性免疫, 영어: cell-mediated immunity) 또는 세포 매개 면역(細胞媒介免疫)은 항체가 관여하는 체액 면역과 대응되는 개념으로 세포가 자기와 비자기를 구별해내서 비자기 세포를 파괴하는 면역 과정을 말한다.
세포 매개 면역은 항원특이적인 반응과 항원 비특이적인 반응 두가지가 있다.

## 항원 특이적 반응
항원 특이적 반응은 세포독성 T 세포에 의해서 일어난다.
세포독성 T 세포는 미성숙한 상태로 흉선에서 나오게 된다. 미성숙한 세포독성 T 세포는 식세포가 넘겨준 항원 결정 인자를 받아 주조직 적합성 복합체 단백질을 세포막에 만들게 되고 이는 비자기 세포를 죽일수 있는 작동 세포로 분화하게 되었음을 의미한다.
성숙한 세포독성 T 세포에는 항원 인식부위가 있는데 이 부위에 항원이 결합하게 되면 항원 특이적 면역반응이 일어난다. 세포독성 T 세포와 표적세포가 결합하게 되면 세포독성 T 세포의 세포질에서 단백질 분해효소등이 들어있는 소낭들이 표적세포쪽으로 이동하게 되고 소낭들은 외포 작용을 통해 분비된다. 분비된 효소중에서 세포막에 구멍을 뚫는 퍼포린 단백질들이 표적세포의 세포막에 결합하게 되면, 단백질 분해효소(그랜자임)가 표적세포 안으로 들어가게 된다. 단백질 분해효소는 표적세포의 세포 자살 과정을 유도하게 되고 결국 표적세포는 죽게된다.

## 항원 비특이적 반응
항원 비특이적 반응은 자연살생세포(Natural Killer Cell, NK세포)에 의해서 일어난다.
이들은 바이러스에 감염된 세포나 종양세포를 파괴하는데 핵심적인 기능을 하는 것으로 알려져있다. 이들은 특별한 항원·항체반응 없이 비자기 세포를 찾아내 파괴하는 작용을 한다.
자연살생세포(Natural Killer Cell, NK세포)는 바이러스 감염시 항원특이적인 면역반응이 활성화 되기전에 먼저 작용하는 1차적인 방어체계이다.

### 비특이적 방어에 관여하는 화학물질[1]
히스타민 : 모세혈관의 투과성을 높임
키닌 (kinin) : 모세혈관의 투과성을 높임
보체 : 약 20종류의 혈장 단백질로 연쇄적으로 작용하여 단계마다 효과를 증폭시킴
인터페론 : 바이러스의 침입에 저항하도록 생체 내 세포를 자극하는 물질

## 같이 보기
- 면역계
- 체액 면역